# El Estado soy yo

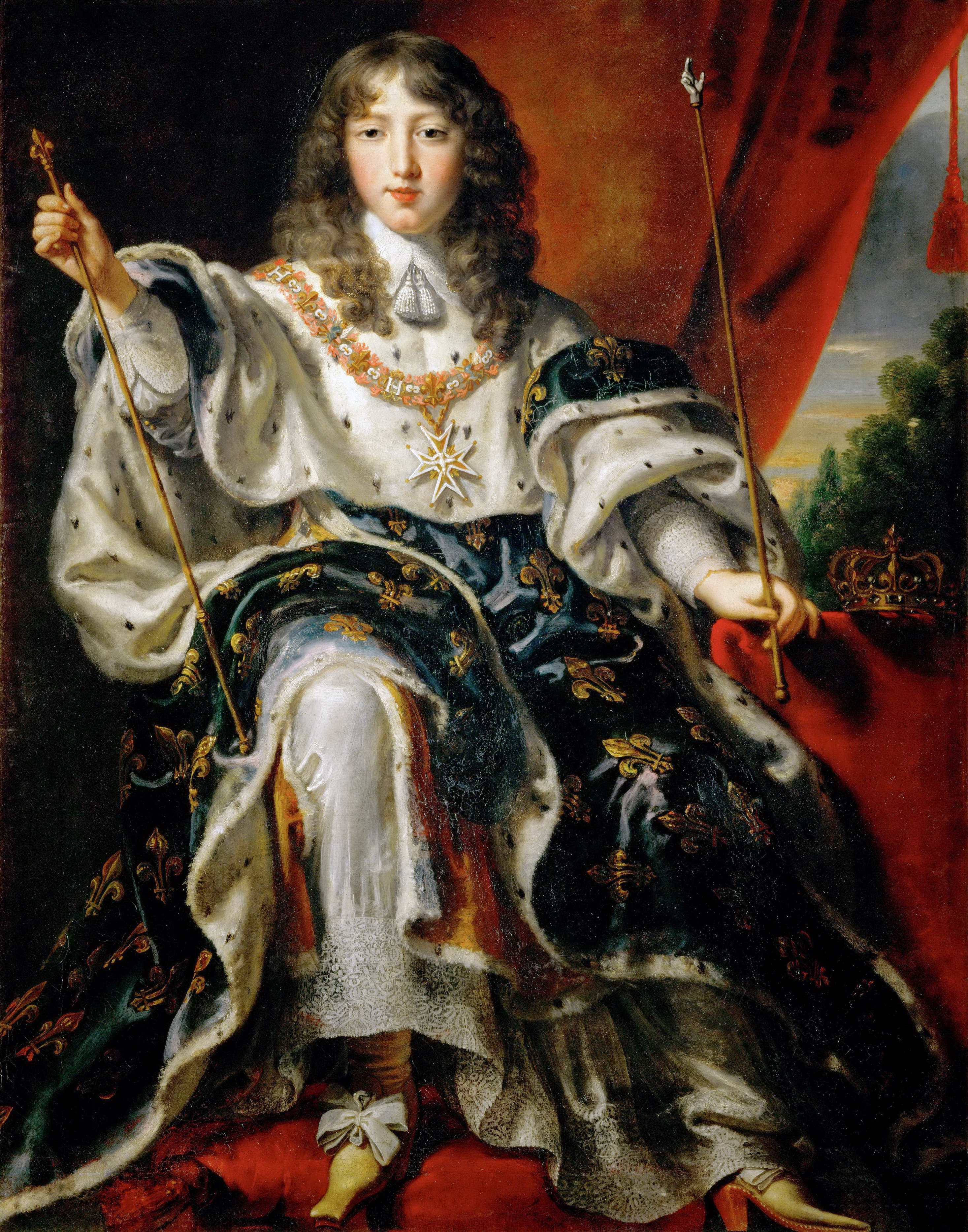
Luis XIV en 1654, por Juste d'Egmont.

El Estado soy yo (traducción de la expresión francesa L'État, c'est moi) es una frase apócrifa que Luis XIV de Francia habría pronunciado el 13 de abril de 1655 ante el Parlamento de París, a los dieciséis años de edad.  La expresión identifica al rey con el Estado, en el contexto de la monarquía absoluta.
Con esa frase el joven rey habría pretendido recordar la primacía de la autoridad real ante el desafío planteado por el Parlement con el lit de justice (lecho de justicia ) del 20 de marzo del mismo año. Poco tiempo antes había terminado de sofocarse la sublevación de la Fronda (1648-1653).
No obstante, tal frase no consta en las actas de las reuniones del Parlement, por lo que se duda que tal anécdota sea verídica, pudiendo ser apócrifa, como tantas otras frases célebres.
Lo que sí está documentado es que, en esa fecha, y ante el propio Parlement, el rey decretó diecisiete edictos tendentes a aumentar la recaudación fiscal, que pasó de 130 millones de libras en 1653 a más de 160 millones en 1659-1660.
Es muy probable que esta frase fuera forjada por sus enemigos políticos para resaltar la visión estereotipada del absolutismo que Luis representaba, quizá a partir de un retorcimiento de la cita "El bien del Estado es la Gloria del Rey", proveniente de sus Réflexions sur le métier de Roi (1679). En sentido opuesto se tiene que Luis XIV dijo en su lecho de muerte (1715): «Je m'en vais, mais l'État demeurera toujours» ("Me marcho, pero el Estado siempre permanecerá"). Estas palabras, si acaso las dijo, señalarían que en realidad  se consideraba a sí mismo como disociado del concepto mismo del Estado, pero sí se creería como su primer servidor.
No deja de ser curioso que a su sucesor, Luis XV, se le atribuya una frase mucho más displicente: Aprés moi, le déluge ("Después de mí, el diluvio"), que pudo ser quizá de su amante, Madame de Pompadour.
En el siglo XIX hubo algún uso parafrástico de la expresión, atribuida a Thiers y a Lamartine (La République c'est moi).

## Simbolismo solar

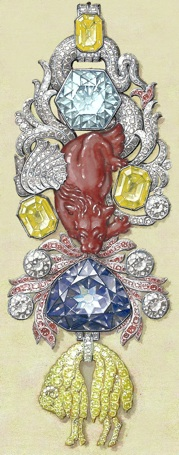
El Toisón de Oro con el diamante azul de la Corona (la piedra más cercana al vellocino).

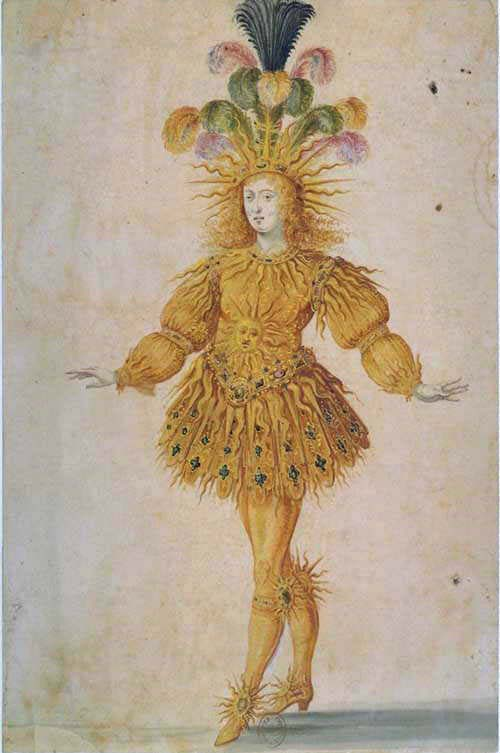
Luis XIV representa a Apolo en un baile.

Otra de las expresiones con las que se asocia a Luis XIV, el mote de "Rey Sol" (Roi-Soleil), parece remontarse en su uso o interpretación política únicamente a la monarquía de Julio (1830-1848), incluso aunque hubiera sido realmente el emblema que el rey llevara en el ballet de la nuit de 1652-1653 (en el que se festejaba la entrada del rey en París como el triunfo de la "luz" sobre el tiempo de "oscuridad" de la Fronda -fue el debut de Jean Baptiste Lully-) o en la fête du carrousel del 5 de junio de 1662.
A pesar de que ha sido común hacerlo a posteriori, no parece que el simbolismo solar del baile (en el que el rey iba caracterizado como Apolo) pueda interpretarse como una aplicación del sistema heliocéntrico (condenado por la Iglesia en ese momento -proceso de Galileo, 1633-). Aunque tal cosa representaría muy gráficamente el menor rango de los demás personajes, que habrían de girar en su torno; no fue hasta la teoría de Newton, varios años posterior (1685), que las trayectorias planetarias se explicaran como resultado de la atracción gravitacional. La elección del sol como emblema significaba para sus contemporáneos la identificación del rey con el astro que da la vida y simboliza el orden y la regularidad: los cortesanos asistían a las actividades cotidianas de Luis XIV, desde que se levantaba hasta que se acostaba, como quien contempla el curso diario del sol en el cielo. También se ha atribuido un simbolismo solar al diamante azul de la Corona (Diamant bleu de la Couronne).
Por su parte, el gran rival de Luis entre los reyes europeos, Felipe IV (su tío y, desde 1660, también su suegro), era llamado el "Rey Planeta".

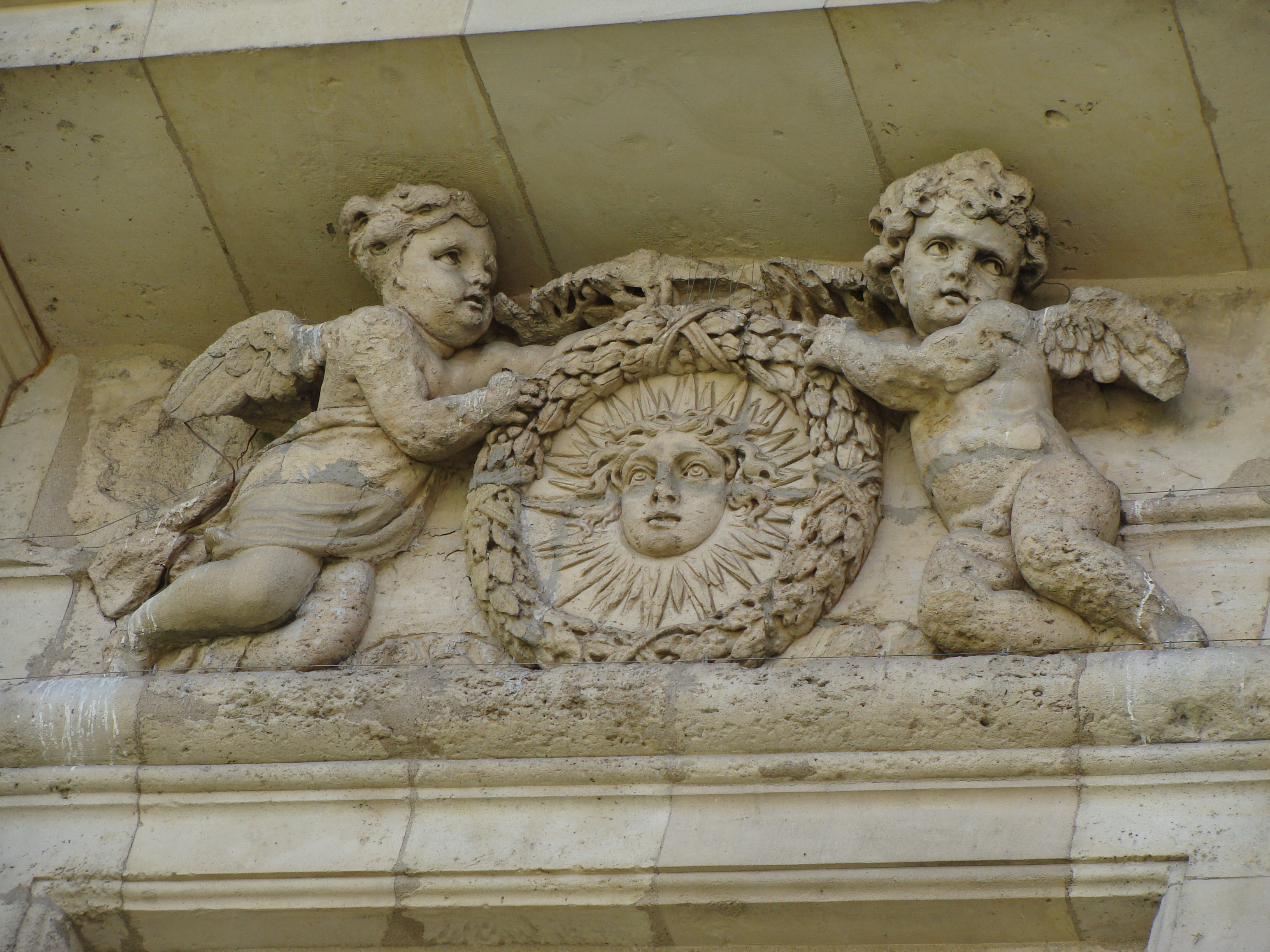
Château de Vincennes.
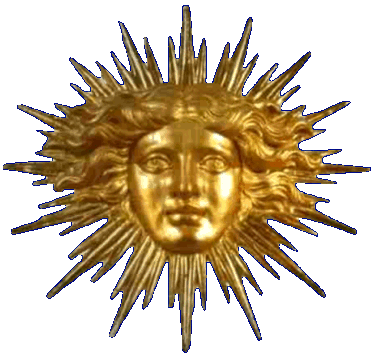
Palacio de Versalles.
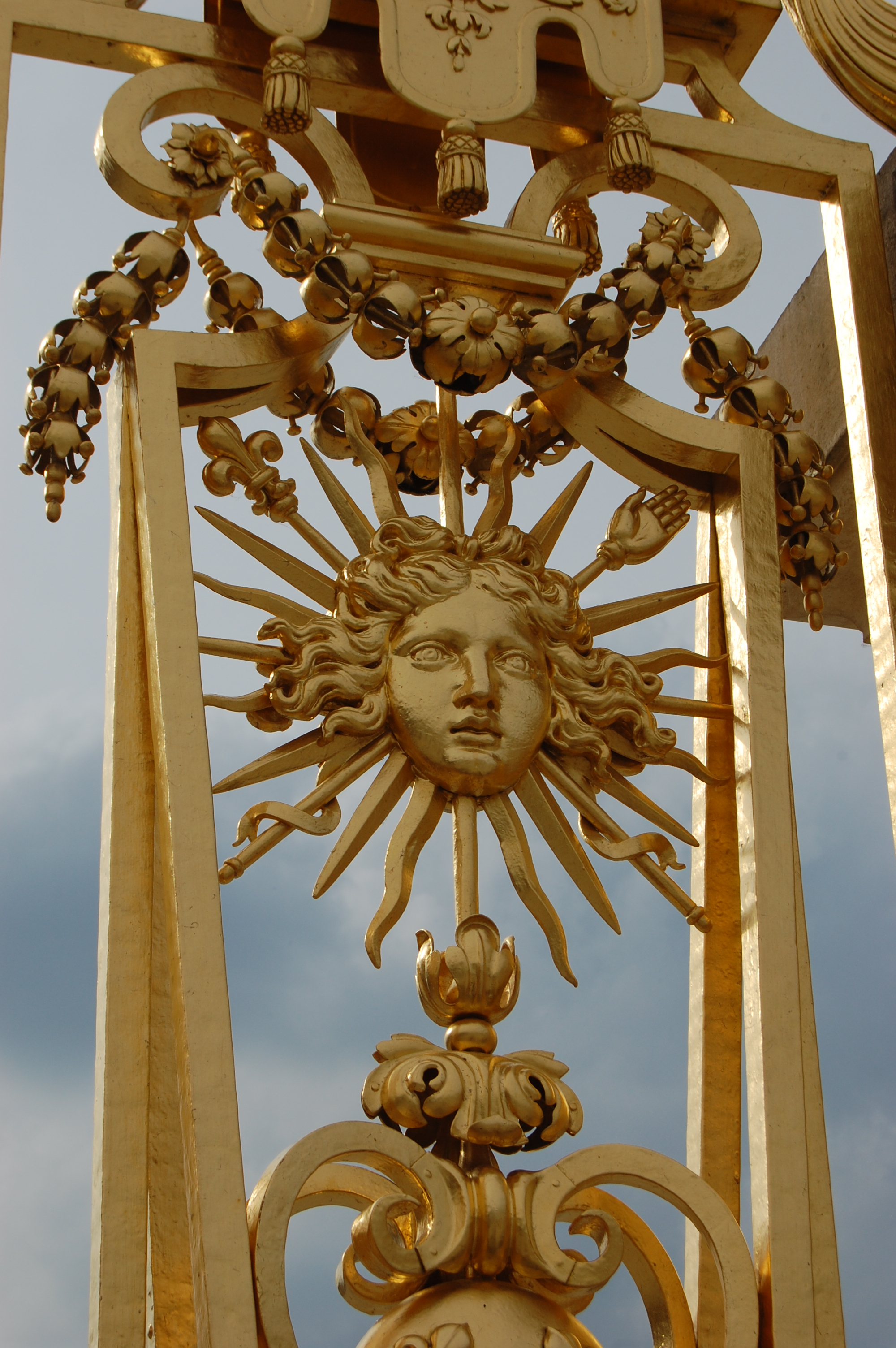
Grille royale, Versalles.
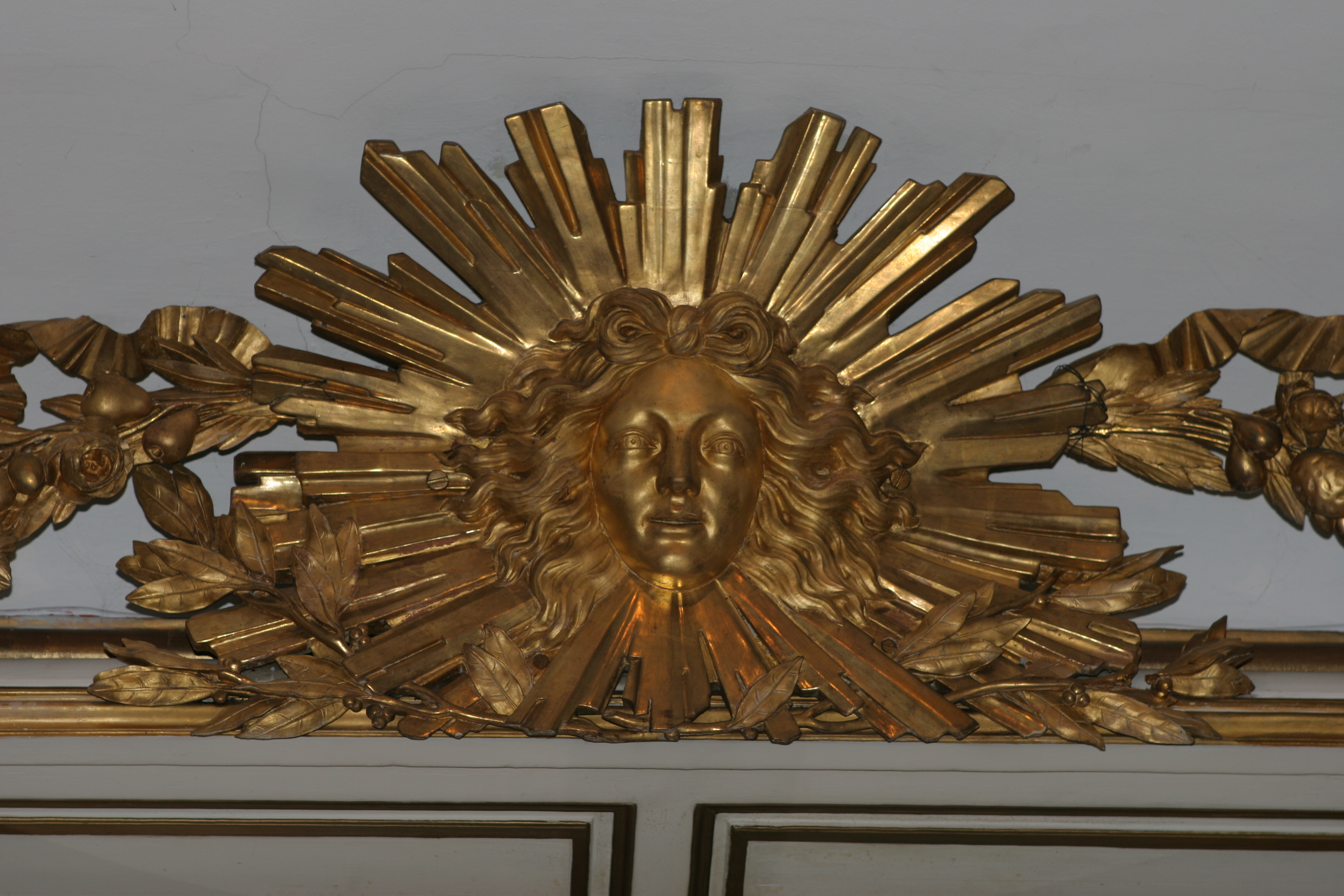
Galerie d'apparat del Hôtel des Affaires étrangères et de la Marine, Versalles.